# تونی گلدوین
آنتونی هاوارد «تونی» گلدوین (به انگلیسی: Anthony Howard "Tony" Goldwyn) بازیگر آمریکایی است. او متولد ۲۰ مه ۱۹۶۰ در لس آنجلس است.
او بیشتر به خاطر بازی در فیلم روح مشهور است.

## فیلم‌شناسی

### بازیگر
- جمعه سیزدهم قسمت ششم: جیسون زنده‌است (۱۹۸۶)
- گبی: یک داستان واقعی (۱۹۸۷)
- روح (۱۹۹۰)
- کافس (۱۹۹۱)
- آثار قرمز (۱۹۹۲)
- پرونده پلیکان (۱۹۹۳)
- گرفتن گرما (۱۹۹۳)
- آخرین خال‌کوبی (۱۹۹۴)
- آخرین حرف (۱۹۹۳)
- نیکسون (۱۹۹۵)
- بی‌پروا (۱۹۹۵)
- پوکاهانتس: افسانه (۱۹۹۵)
- مشکل در گوشه (۱۹۹۷)
- دختران را ببوس (۱۹۹۷)
- شیطان کوچک‌تر (۱۹۹۸)
- تارزان (۱۹۹۹) (صدا)
- روز ششم (۲۰۰۰)
- گزاف‌گویی (۲۰۰۰)
- راپسودی آمریکایی (۲۰۰۱)
- جاشوا (۲۰۰۲)
- کینگدام هارتس (۲۰۰۲) (صدای تارزان)
- آخرین سامورایی (۲۰۰۳)
- سه‌شنبه خاکستر (۲۰۰۳)
- تفنگ آمریکایی (۲۰۰۵)
- پدرخوانده گرین بی (۲۰۰۵)
- عشق و سیگار (۲۰۰۵)
- خواهران (۲۰۰۵)
- آخرین بوسه (۲۰۰۶) (کارگردان)
- آخرین خانه در سمت چپ (۲۰۰۹)
- مکانیک (۲۰۱۱)
- سنت‌شکن (۲۰۱۴)
- سنت‌شکن: شورشی (۲۰۱۵)
- آزمایش بلکو (۲۰۱۶)
- تمام آرزوهای من (۲۰۱۷)
- فلت (۲۰۱۷)
- شاه ریچارد (۲۰۲۱)
- افرادی که در مراسم عروسی از آنها متنفریم (۲۰۲۲)
- هواپیما (۲۰۲۳)
- راز جنایت ۲ (۲۰۲۳)
- اوپنهایمر (۲۰۲۳)
- ازرا (۲۰۲۳)

### کارگردان
- پیاده‌روی روی ماه (۱۹۹۹)
- کسی مانند تو (۲۰۰۱)
- بدون هیچ ردی (۲۰۰۴)
- آناتومی گری (۲۰۰۶) (director of two episodes: 1.03 and ۲٫۲۴)
- آخرین بوسه (۲۰۰۶)
- نظم و قانون (۲۰۰۶)
- دکستر (۲۰۰۷–۲۰۰۶)
- درمانگاه خصوصی (2007) (director of one episode: ۱٫۰۲)
- گروگان (۲۰۰۷)
- محکومیت (۲۰۱۰)
- خسارت (۲۰۱۰)
- موجه (۲۰۱۰)
- رسوایی (۲۰۱۲–۲۰۱۸)
- ازرا (۲۰۲۳)